# Prinsen och tiggargossen
Prinsen och tiggargossen (även kallad Prinsen och Tiggaren och Prinsen och Tiggarpojken, originaltitel: The Prince and the Pauper) är en historisk roman av Mark Twain från 1881. Boken handlar en fattig pojke vid namn Tom Canty och Englands prins Edvard som ser identiska ut och av misstag byter plats med varandra. Boken är en av Twains mest berömda verk och har använts till flera adaptioner.

## Handling
Tom Canty föds i London i mitten på 1500-talet under Henrik VIII:s tid. Han växer upp i en fattig familj med en mamma, två systrar samt en far och farmor som dricker och misshandlar honom. Trots Toms svåra livssituation blir han utbildad av en gammal präst och drömmer om att bli kung.
En dag när han vandrar runt i staden går han fram till folkmassa för att få se prins Edvard. Han kommer dock för nära och när en vakt griper honom blir prinsen arg och beordrar vakten att släppa Tom. Som plåster på såret låter prinsen Tom ta ett bad på slottet eftersom han är så smutsig.
Pojkarna pratar med varandra och när båda har tvättat sig upptäcker de att de ser identiska ut. För skojs skull byter de kläder med varandra, men soldaterna på slottet misstar prinsen för Tom och slänger ut honom. Nu tvingas pojkarna leva i varandras skor och komma på ett sätt att ställa allting till rätta igen.

## Filmatiseringar i urval
Ett antal filmatiseringar har gjorts genom åren, däribland Prinsen och tiggaren (1937), med Errol Flynn. År 1977 hade Fäkta för livet premiär, med Oliver Reed och Rex Harrison.